# As You Were (Buffy the Vampire Slayer)
As You Were es el decimoquinto episodio de la sexta temporada de la serie de televisión Buffy la cazavampiros. El episodio es traducido en España como Tal como eras y en América Latina como Descanso, Soldado.
Las cosas para Buffy no van nada bien cuando Riley Finn, su exnovio, regresa a Sunnydale para pedirle ayuda con un traficante de demonios. A pesar de que está dispuesta a ayudarlo, ella se da cuenta de que Riley no está solo.

## Argumento
Buffy (Sarah Michelle Gellar) ha vuelto a solicitar su plaza en la Universidad, pero su readmisión es rechazada. Cuando llega a su casa, cansada del trabajo, se encuentra con Spike (James Marsters). Más tarde, Dawn (Michelle Trachtenberg) afirma estar harta de cenar todas las noches lo mismo. Al día siguiente, se encuentra en la hamburguesería con Riley (Marc Blucas), de uniforme y con una cicatriz junto a su ojo. Necesita su ayuda: ha perseguido un demonio durante 48 horas y ahora se dirige a Sunnydale.
Buffy y Riley persiguen a un demonio Suvolte, casi extinguidos pero que procrean con facilidad. De cada uno surgen diez, así que si se les escapa de las manos comenzaría una guerra que los humanos no podrían ganar, Buffy desea volver a aferrase a Riley y se siente atraída nuevamente por él. Xander (Nicholas Brendon) y Anya (Emma Caulfield) están atrapados en medio del tráfico cuando iban a recoger al tío de Xander, que no puede pagarse una habitación de hotel y se quedará en su casa durante la boda. Xander odia a toda su familia y se casa con ella para empezar una nueva.
Buffy y Riley persiguen al demonio cuando aparece una soldado y le pregunta qué está haciendo con su marido. Se trata de Sam (Ivana Milicevic), la esposa desde hace cuatro meses de Riley. Buffy acaba matando al demonio. Necesitan una casa segura y Riley presenta a su mujer al grupo. Dawn todavía está molesta con él por lo que pasó. Ahora tienen que buscar los huevos del demonio antes de que sean vendidos en el mercado negro. Hay un traficante en la ciudad que se hace llamar el Doctor. Riley busca por una parte de la ciudad y Sam y Buffy se encargan de buscarlo juntas.
Sam se alegra de conocer por fin a Buffy, que no sólo es legendaria, sino también la exnovia de Riley, a quien le costó un año superar su ruptura. Ambas se separan y Buffy visita la cripta de Spike en busca de consuelo, le pide que le diga que le quiere y que le desea. Acaban haciendo el amor. Cuando Riley entra los encuentra medio dormidos. Todas las pistas le han llevado hasta Spike, quien es la verdadera identidad del Doctor, y quiere saber dónde están los huevos. Aunque Buffy habla en favor de Spike, se revela la verdad a lo que el vampiro solo puede alegar que es su naturaleza hacer ese tipo de cosas. En el sótano, los huevos pueden despertar de un momento a otro. Un par de granadas acaban con ellos.
El grupo se prepara para despedir a la pareja de comandos que se van a Nepal. Buffy habla con Riley y admite que se acuesta con Spike. No ha sido fácil volver a encontrarse, pero ella es la primera mujer de la que se enamoró y la más fuerte que jamás ha conocido. Esta vez Riley se despide y Dawn se abraza a él. Buffy visita a Spike para quiere decirle que se ha acabado. Le desea y estar con él hace las cosas más simples. Es decir, le está utilizando, no puede amarle, está siendo débil y egoísta y eso la está matando. Le dice que tiene que ser fuerte en esto y que lo siente. Le llama William y sale de la cripta, ya de día.

## Reparto

### Personajes principales
- Sarah Michelle Gellar como Buffy Summers.
- Nicholas Brendon como Xander Harris.
- Alyson Hannigan como Willow Rosenberg.
- Emma Caulfield como Anya Jenkins.
- Michelle Trachtenberg como Dawn Summers.
- James Marsters como Spike.

### Invitados especiales
- Marc Blucas como Riley Finn.

### Personajes secundarios
- Ivana Miličević como Sam.
- Ryan Raddatz como Todd.
- Adam Paul como Vampiro.
- Marilyn Brett como Lady.
- Alice Dinnean como Bebé demonio titiritero.

## Producción
Alice Dinnean, la titiritera que llevaba a los bebés demonios, también llevaba la mano momia que aparcía en El serial de la vida y la marioneta del episodio de Ángel en el episodio Smile Time.
La Represa de Pacoima, cerca de San Fernando, California, aparece en este episodio.

### Música
- Lunatic Calm  - «Sound of the Revolution»
- Trespassers William - «Washes Away»